# 林若樹
林 若樹（はやし わかき、1875年（明治8年）1月16日 - 1938年（昭和13年）7月12日）は、明治時代から昭和時代初期にかけての収集家。本名は若吉。父は林研海、伯父に松本良順がいる。

## 生涯
東京府東京市麹町区に生まれるが、早くに両親を失い、叔父の林董に養われた。祖父の林洞海から最初の教育を受け、病弱であったため旧制第一高等学校を中退するが、その頃から遠戚にあたる東京帝国大学教授・坪井正五郎の研究所に出入りして考古学を修めた。遺産があったため定職に就かず、山本東次郎を師として大蔵流の狂言を稽古し、狂歌・俳諧・書画をたしなみ、かたわら古書に限らず雑多な考古物を蒐集した。
明治29年（1896年）に、同好の有志と「集古会」を結成し、幹事となり雑誌『集古』の編纂を担当した。論考も「集古」のほか、『彗星』『日本及日本人』『浮世絵』『新小説』『同方会報告』『ホトトギス』などに発表した。人形や玩具の知識を交換し合うために、明治42年（1909年）には「大供会」を結成。自らの収集品を展覧に任せた。また「其角研究」を結成し、正岡子規門下たちと俳諧研究もおこなった。
「集古会」や「大供会」など、定期的に自由な集まりを通じ、大槻如電・大槻文彦兄弟、西澤仙湖・根岸武香・山中共古・淡島寒月・坪井正五郎・久留島武彦・清水晴風・竹内久一・三田村鳶魚・内田魯庵・岡田紫男（村雄）・寒川鼠骨・三村竹清・森銑三・柴田宵曲といった人々と交流をもち、論考を書かせた。
64歳で逝去。谷中霊園にある父の墓の隣に葬られた。戒名は「天嶽院白雲若樹居士」。

## 出版
- 『集古随筆』（1942年、大東出版社）
- 『林若樹集』（1983年、青裳堂書店）、森銑三が編纂した選集